# Witkeelmanakin
De witkeelmanakin (Corapipo gutturalis) is een zangvogel uit de familie Pipridae (manakins).

## Verspreiding en leefgebied
Deze soort komt voor van zuidelijk Venezuela tot de Guyana's en amazonisch noordoostelijk Brazilië.

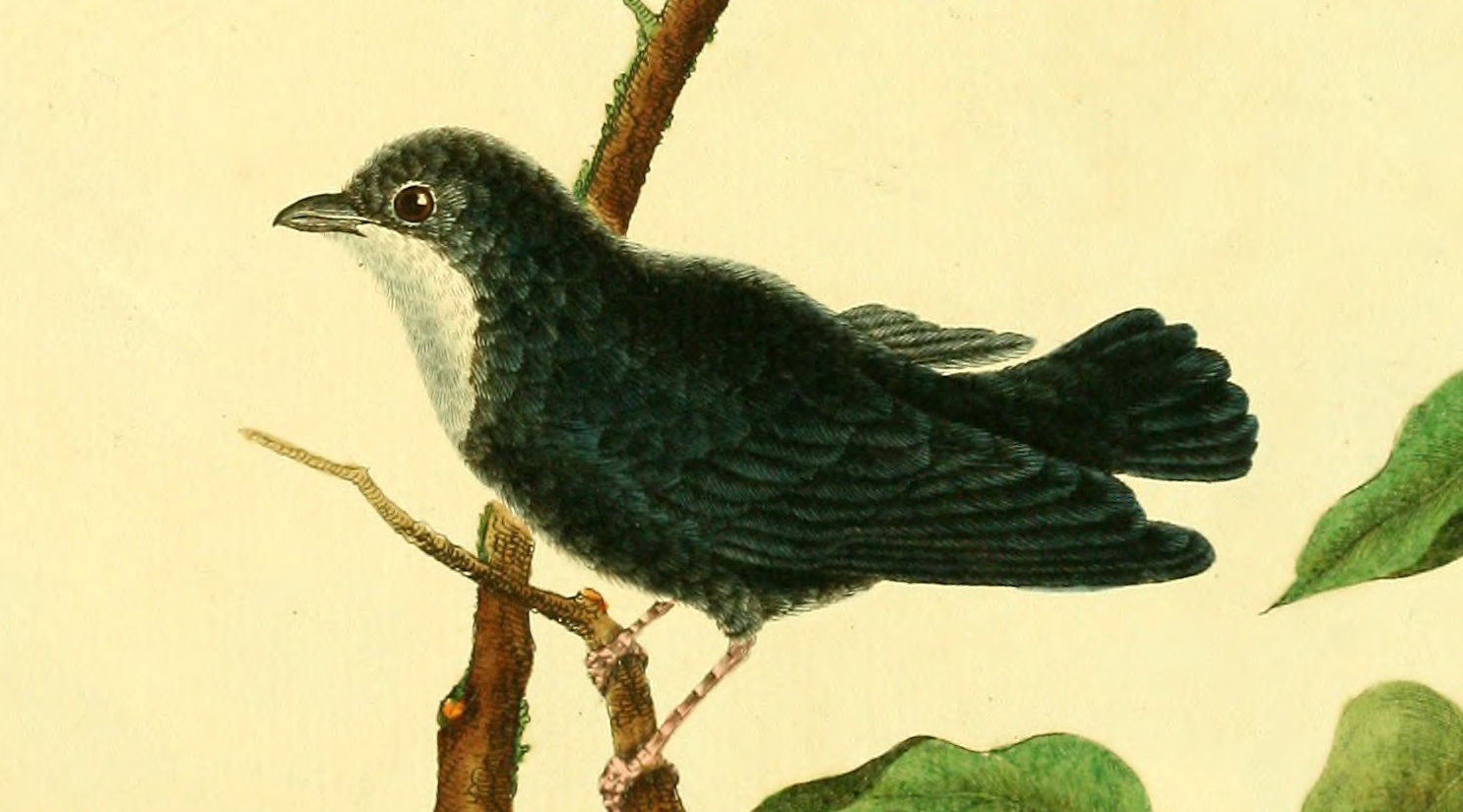
Corapipo gutturalis in Plances enluminées d'histoire naturelle (1765)

## Status
De grootte van de populatie is niet gekwantificeerd maar de soort wordt omschreven als vrij algemeen. Op de Rode lijst van de IUCN heeft deze soort de status niet bedreigd.